# Graniczna (Lisie Pole)
Graniczna – osada wsi Lisie Pole w Polsce, położona w województwie zachodniopomorskim, w powiecie gryfińskim, w gminie Chojna.
W latach 1975–1998 osada administracyjnie należała do województwa szczecińskiego.